# Tvåmanswhist
Tvåmanswhist, även kallat tysk whist, är ett kortspel och är en form av den traditionella whisten, anpassad för två deltagare.
Spelarna får i given 13 kort var, och resterande kort bildar en talong, vars översta kort vänds upp och bestämmer trumffärg. Spelet är indelat i två faser: i den första fasen gäller det att samla på sig så bra kort som möjligt, för att sedan kunna vinna så många stick som möjligt i den andra.
Den första fasen är ett sticktagningsspel, där vinnaren av varje stick får plocka upp det översta kortet i talongen och sätta till sin hand, medan förloraren får plocka upp nästa kort. Talongens översta kort vänds sedan upp inför nästa stick. När denna procedur är klar sitter båda spelarna med 13 kort var på handen och kan börja spela om sticken i spelets andra fas. Det är bara i den andra fasen som man kan få poäng för vunna stick.
Varje vunnet stick utöver de första sex kallas ett trick och ger 1 poäng. Den spelare som först uppnått exempelvis 7 poäng har vunnit partiet.
Benämningen tvåmanswhist används också om det besläktade kortspelet plockwhist.